# أران وبيدغل

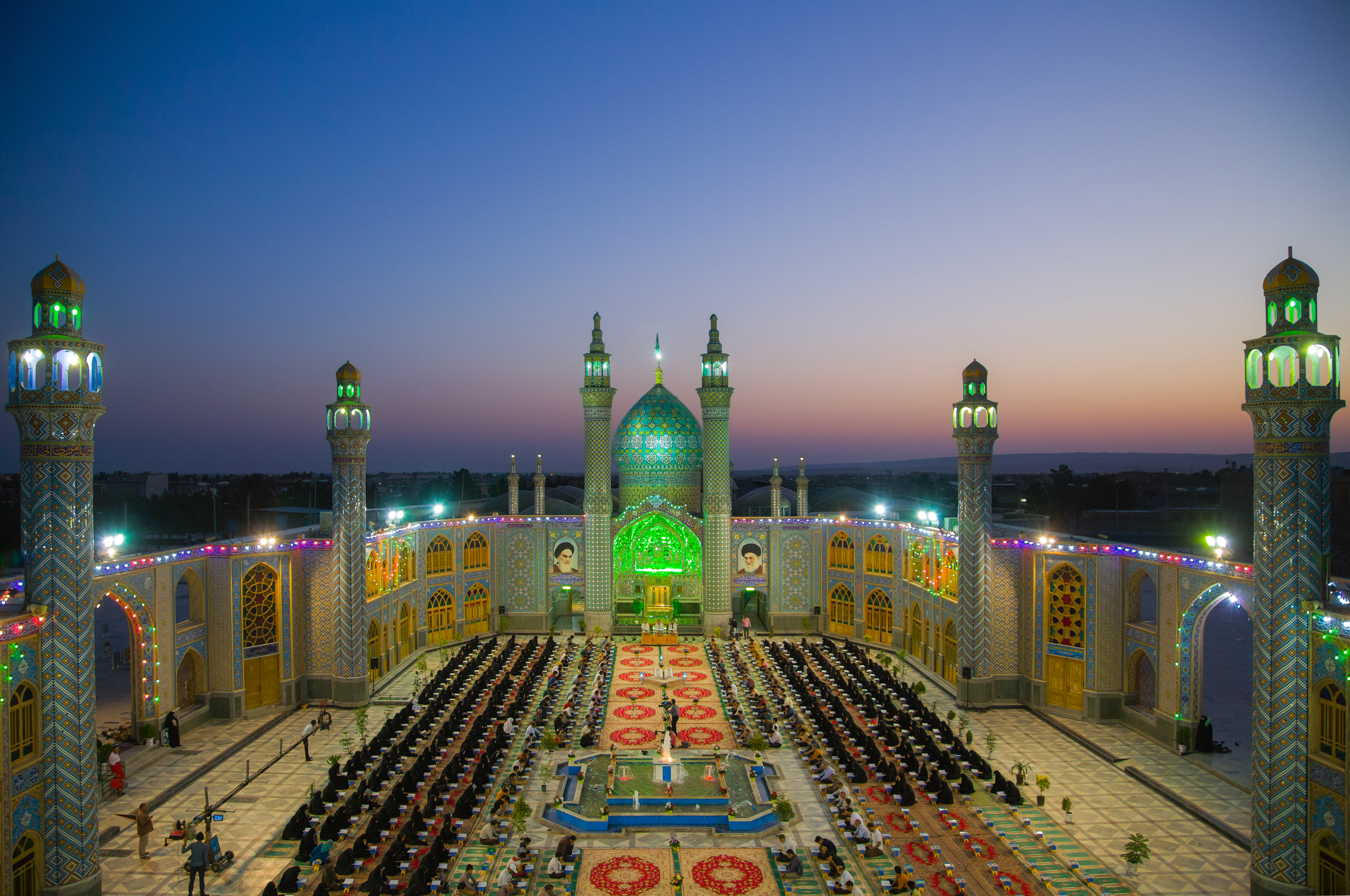
صورة من القراءة الجماعية لجزء من القرآن يوميًّا في شهر رمضان في مقام محمد الأوسط

أران وبيدغل (بالفارسية: آران و بیدگل) هي مدينة و مركز مقاطعة آران وبيدغل في محافظة أصفهان تقع في إيران. يقدر عدد سكانها بـ 55,651 نسمة .

## معرض الصور

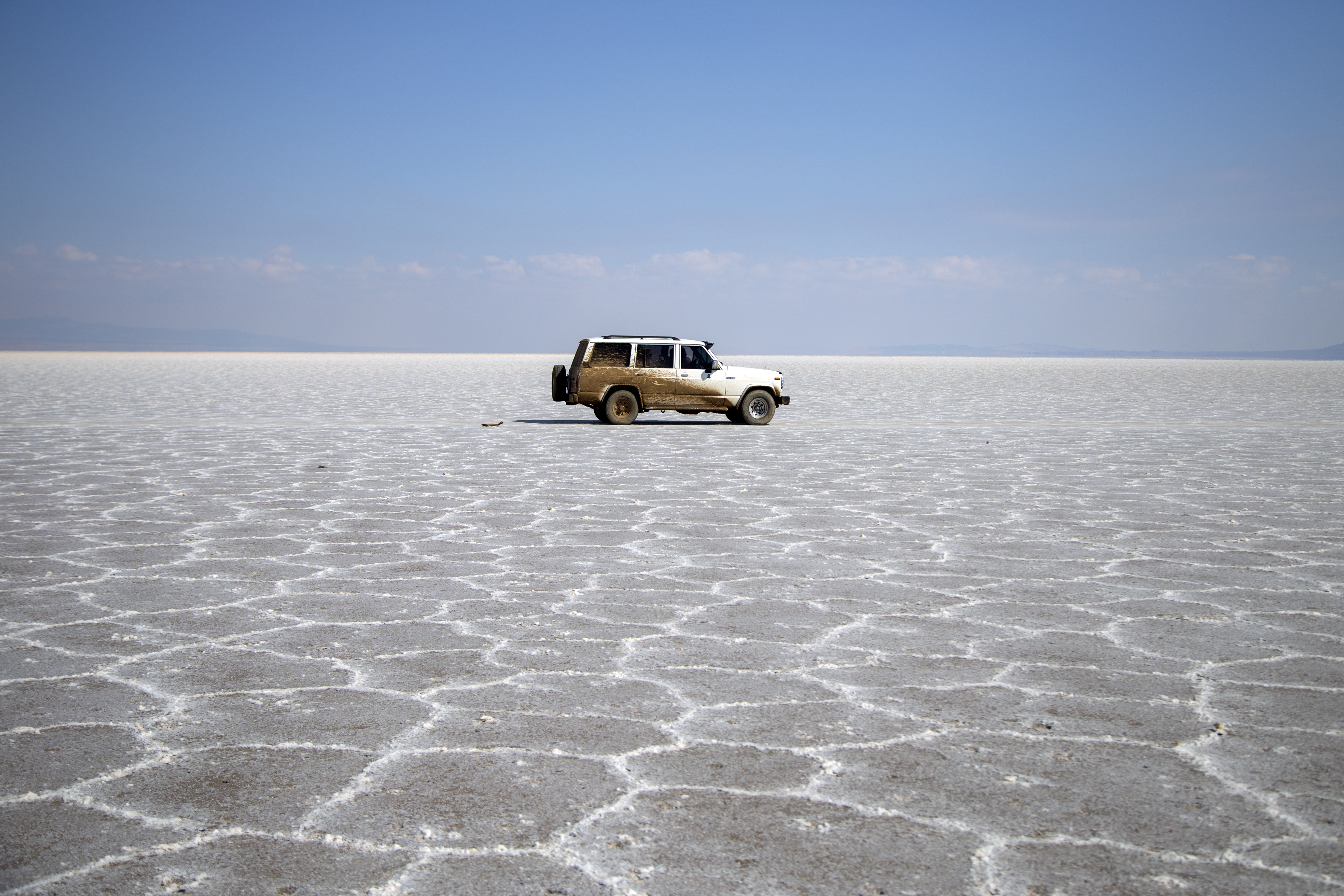
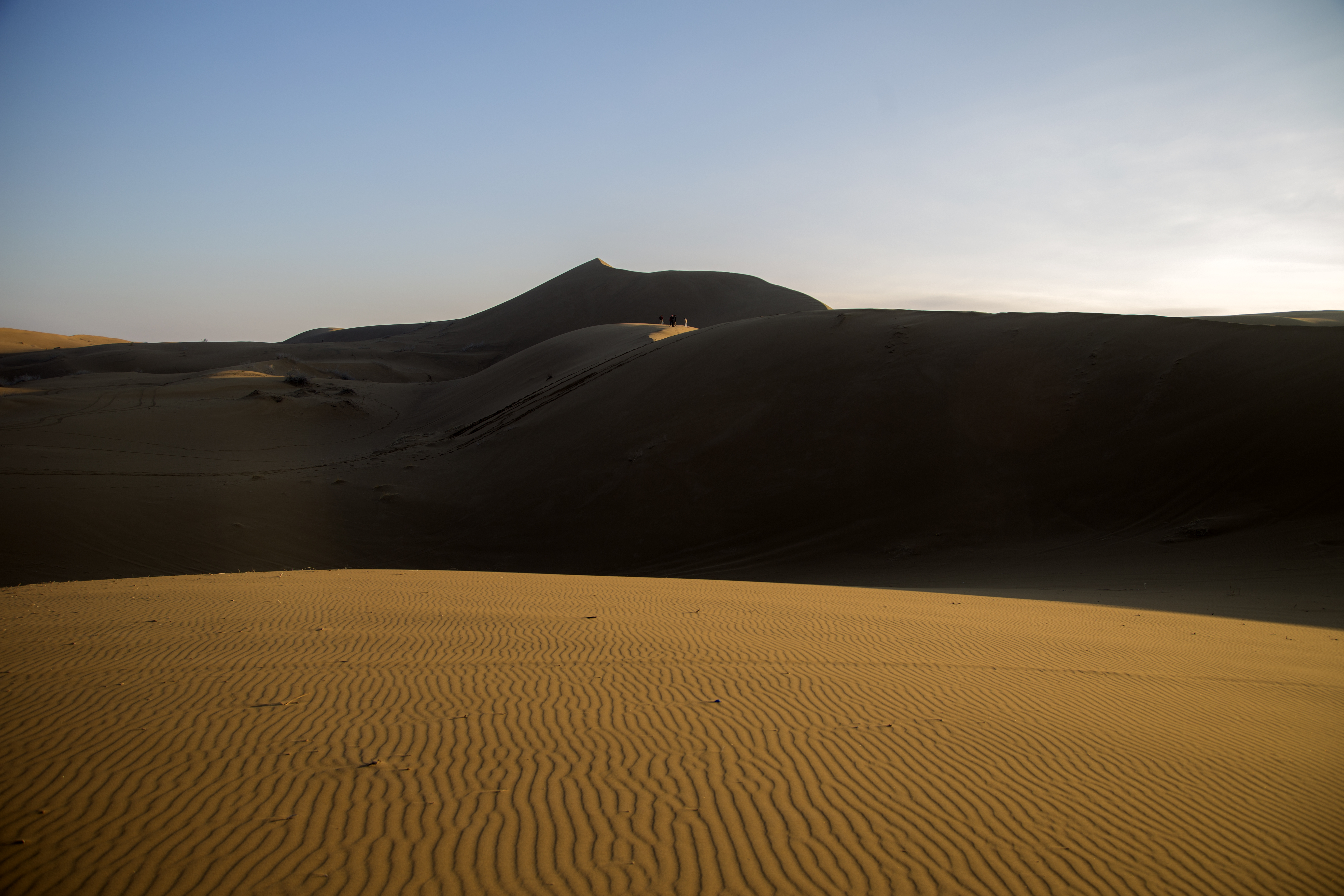
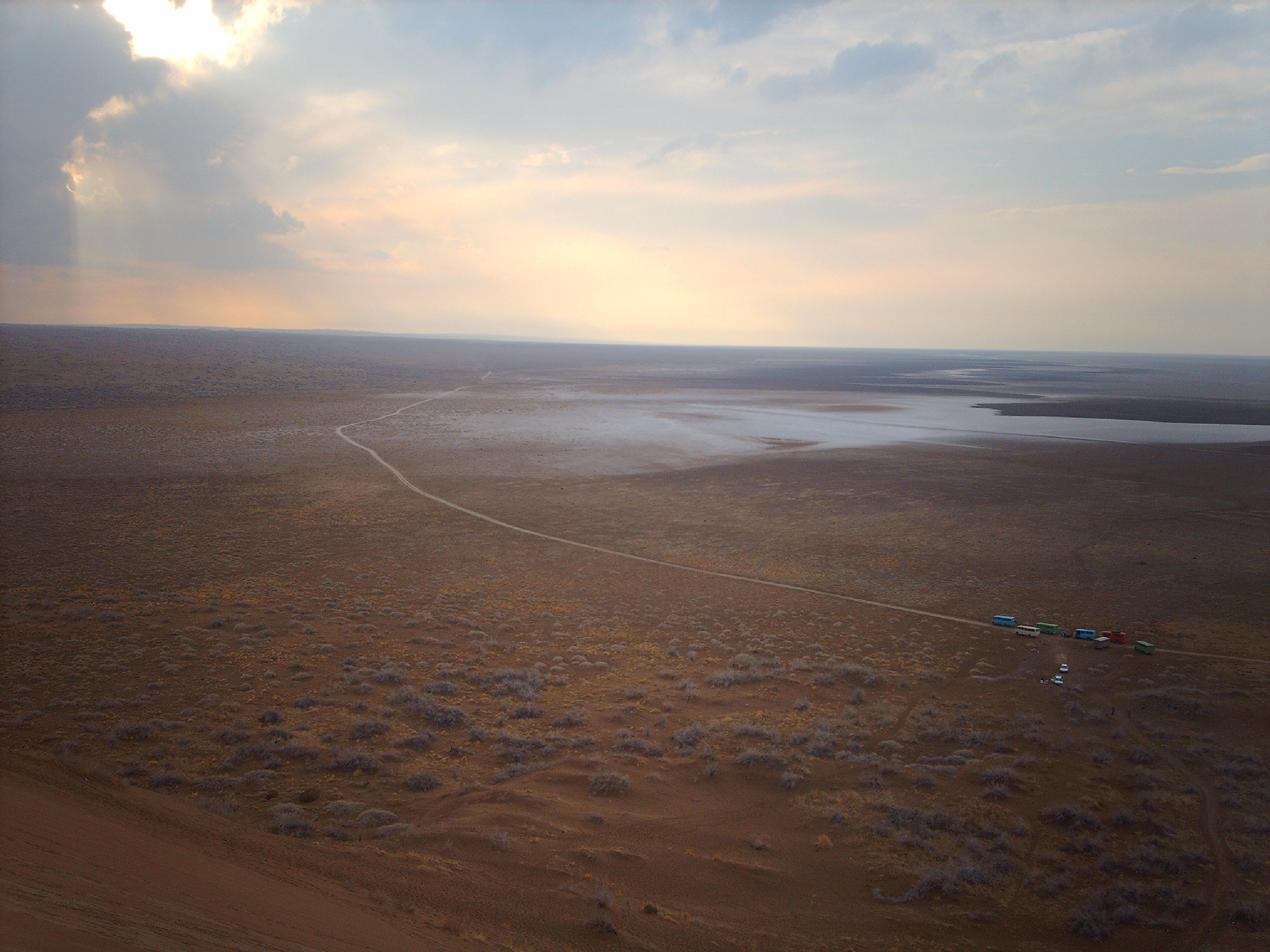